# Andreas Toba
Andreas Toba (* 7. Oktober 1990 in Hannover) ist ein deutscher Kunstturner. Er nahm an den Olympischen Sommerspielen 2012, 2016, 2020 und 2024 teil. Bei den Europameisterschaften 2021 und 2025 gewann er am Reck die Silbermedaille.

## Karriere
Andreas Toba ist Sohn des früheren rumänisch-deutschen Turners Marius Toba und lebt in Hannover. Er startete für den TV Wetzgau und wurde von Adrian Catanoiu trainiert. Toba war schon als Junior erfolgreich. Bei den Jugend-Europameisterschaften 2008 in Lausanne gewann er mit der Mannschaft die Bronzemedaille und wurde zudem Siebter am Reck und Neunter im Mehrkampf.
Toba trat seit 2009 national im Herren-Leistungsbereich an und rückte später in die Nationalmannschaft auf. Bei den Deutschen Meisterschaften des Jahres belegte er im Mehrkampf den sechsten, ein Jahr später den siebten Platz. 2011 gewann er mit Bronze am Reck die erste nationale Medaille und verpasste als Viertplatzierter im Mehrkampf, am Barren und am Pauschenpferd weitere Medaillen. 2012 verpasste er diese erneut als Vierter des Mehrkampfes, wurde aber Vizemeister am Reck und an den Ringen sowie Dritter am Pauschenpferd. Auch bestritt er die ersten wichtigen internationalen Wettkämpfe bei den Männern und erreichte in Doha beim Challenge Cup einen fünften Rang an den Ringen. Bei der nationalen Qualifikation für die Olympischen Spiele 2012 in London wurde Toba Vierter und qualifizierte sich damit für die Spiele, wo er mit der Mannschaft einen siebten Platz erreichte. Bei den Europameisterschaften 2013 erreichte Toba im Mehrkampf den siebten Platz.
Für die Olympischen Sommerspiele 2016 in Rio de Janeiro gelang es Toba, der den deutschen Meistertitel im Mehrkampf gewann, sich erneut zu qualifizieren. Bei der dortigen Qualifikation für das Mannschaftsfinale gemeinsam mit Andreas Bretschneider, Lukas Dauser, Fabian Hambüchen und Marcel Nguyen zog er sich aber bei seiner Bodenübung nach der ersten Bahn einen Kreuzbandriss zu. Trotz der Verletzung absolvierte er noch seine Übung am Pauschenpferd, die er mit der höchsten Wertung im deutschen Quartett (14,233 Punkte) abschloss. Damit qualifizierte sich die deutsche Mannschaft mit Platz 8 noch für das Finale, in welchem er aufgrund genannter Verletzung nicht mehr antreten konnte.
Am 17. November 2016 bekam Andreas Toba bei der Bambi-Verleihung den Publikumspreis verliehen. Am 10. Dezember 2016 wurde er im Rahmen der Championsgala der Berliner Sportler-des-Jahres-Wahl mit dem Manfred-von-Richthofen-Solidaritätspreis ausgezeichnet.
Nach langer Rehabilitationsphase feierte Andreas Toba im Oktober 2017 sein internationales Comeback als Mitglied der deutschen Turn-Nationalmannschaft. Bei den Weltmeisterschaften im kanadischen Montreal turnte er die Qualifikation am Pauschenpferd (12,933 Punkte) und an den Ringen (12,900 Punkte).
Bei den Deutschen Turnmeisterschaften 2019 gewann Toba die Goldmedaille am Reck und die Silbermedaille an den Ringen. Am Ende des Jahres wurde er als Turner des Jahres 2019 ausgezeichnet. Im Jahr 2021 nahm Toba in Tokio an seinen dritten Olympischen Spielen teil. Er erreichte dort zusammen mit Nils Dunkel, Philipp Herder und Lukas Dauser das Finale im Mannschaftsmehrkampf.
Im Jahr 2024 erreichte Toba bei den Deutschen Meisterschaften den zweiten Platz im Mehrkampf und die Goldmedaille am Reck, zudem konnte er noch Silber an den Ringen gewinnen. Im Juli nahm er dann zusammen mit Nils Dunkel, Lukas Dauser, Pascal Brendel und Timo Eder an den Olympischen Spielen in Paris teil. Beim letzten internationalen Wettkampf seiner Karriere, der EM 2025, gewann er am Reck die Silbermedaille.